# Кэрданиел

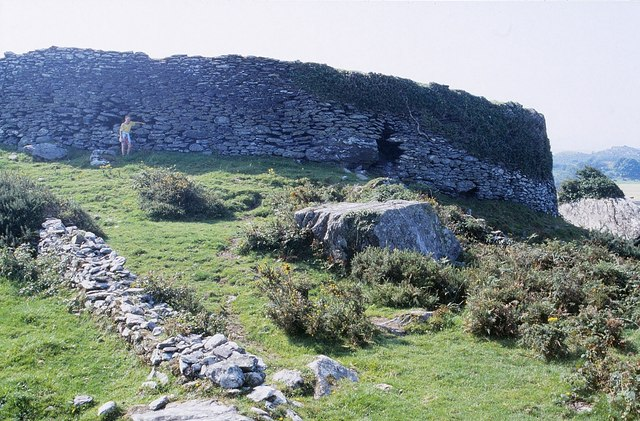

Кэрданиел (Кахерданиэл; англ. Caherdaniel; ирл. Cathair Dónall) — деревня в Ирландии, находится в графстве Керри (провинция Манстер).
Население — 335 человек (по переписи 2006 года).